# Ringvassøya
Ringvassøya (Nordsamisch: Ráneš, Norsk bokmål: Ringvassøya) ist die sechstgrößte Insel Norwegens.

## Geographie

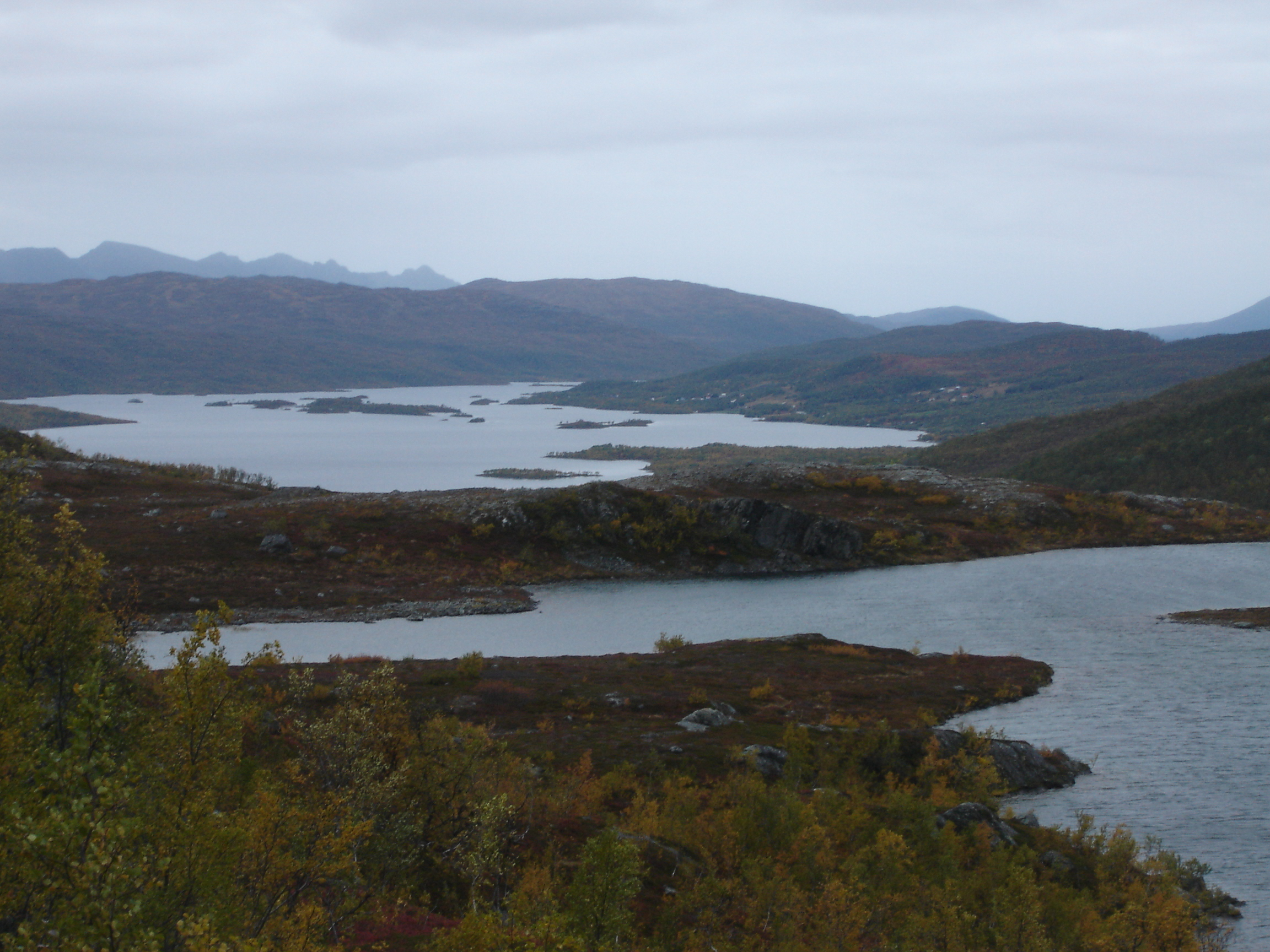
Der Binnensee Skogsfjordvatn

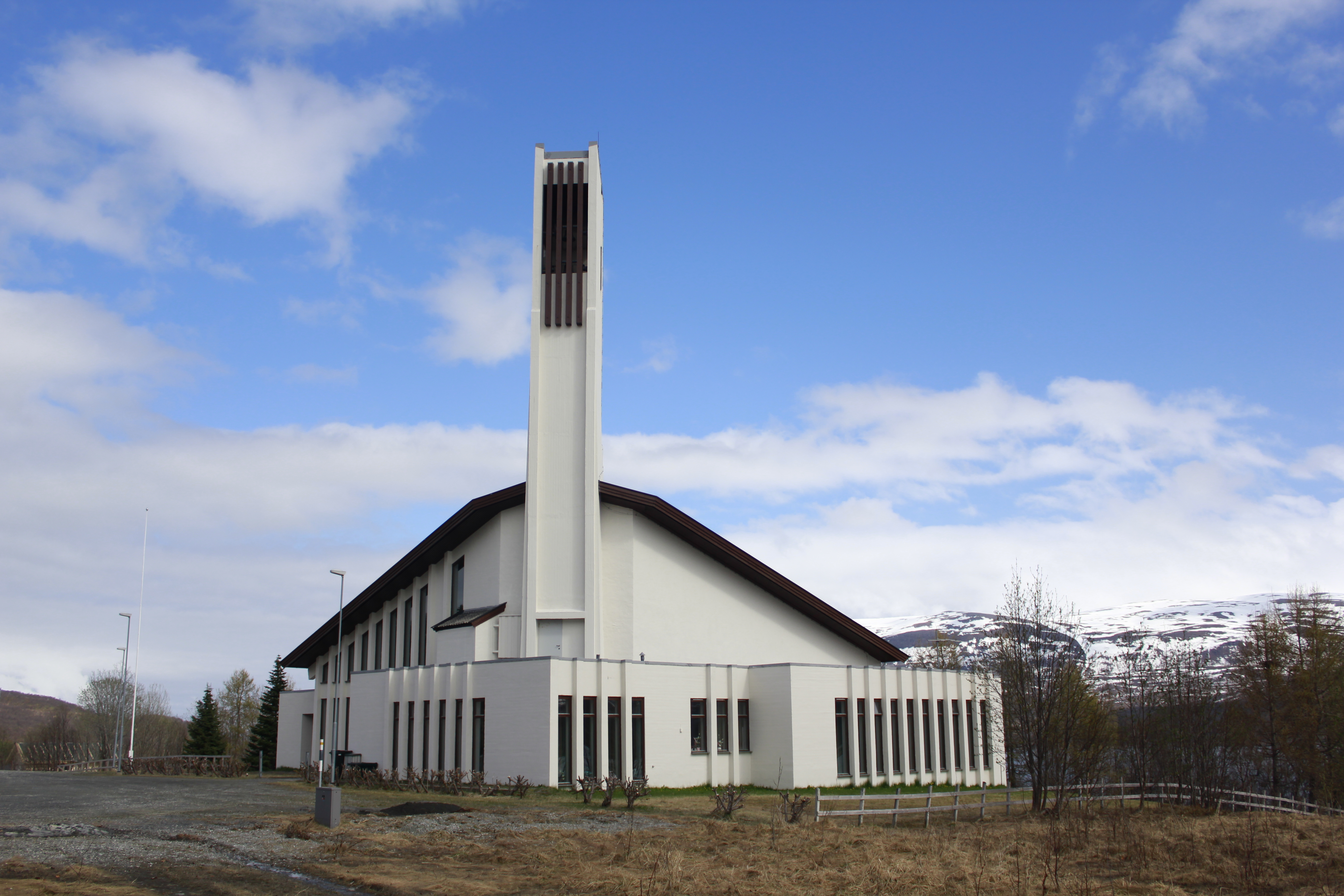
Ringvassøy-Kirche in Hansnes

Ringvassøya ist umringt von weiteren Inseln: Kvaløya im Süden; Reinøya und Karlsøya im Osten; Vannøya, Helgøya und Nordkvaløya im Norden sowie Rebbenesøya im Nordwesten. Die höchste Erhebung ist der Soltindan mit 1051 m. Auf Ringvassøya befindet sich mit dem Skogsfjordvatn auch der größte auf einer Insel gelegene See Norwegens.

## Politische Gliederung
Ringvassøya gehört zur Provinz (Fylke) Troms in Nordnorwegen. Ihr Nordteil zählt zur Gemeinde Karlsøy, ihr Südteil zur Stadt Tromsø. Der Hauptort der Insel ist mit 457 Einwohnern Hansnes, das seit 1970 auch das administrative Zentrum der Gemeinde Karlsøy bildet. Hansnes ist über den Kvalsund-Tunnel mit der Provinzhauptstadt Tromsø verbunden und ist auch der Anlagehafen für die Fähren nach Vannøy, Reinøy und Karlsøy.